# Nidorina
Nidorina (Japans: ニドリーナ) is een Pokémon van het type Gif geïntroduceerd in de 1e generatie van de Pokémon-spellen en de evolutie van Nidoran♀. De soort, die alleen uit vrouwtjes bestaat, heeft heeft een blauwgroene kleur, grote oren en rode ogen, met witte sclera. Ook is de Pokémon bedekt met giftige stekels. Ze zijn te vinden in onder andere de Kanto, Johto, Hoenn en Kalos regio's. In tegenstelling tot hun voor-evolutie Nidoran♀, staan Nidorina op alleen hun achterpoten.
Nidorina evolueert naar Nidoqueen wanneer deze in aanraking komt met een Maansteen. Opmerkelijk is dat van de hele Nidoran♀ evolutielijn, alleen Nidoran♀ een ei kan leggen. Dit is het enige geval waarin een Pokémon geen ei meer kan leggen na een evolutie.
Nidorino is de mannelijke tegenhanger van Nidorina. Ze lijken op elkaar, maar Nidorino heeft een paarse kleur, staat op vier poten, en heeft hogere aanvalsstatistieken in tegenstelling tot de hogere verdedigingsstatistieken van Nidorina.